# ドラマで楽しむ英会話
ドラマで楽しむ英会話（ドラマでたのしむえいかいわ）は、2005年4月6日から9月28日、2006年10月10日から2007年4月3日までNHK教育テレビジョンで放送されたテレビ番組である。

## 概要
海外ドラマを字幕なしで楽しむことを目的とした語学番組である。
1999年のイギリスドラマ『マイアミ7』（en:Miami 7）を素材に英会話ならではのコミュニケーションポイントを紹介する。

## 放送時間
- 水曜日 23:10 - 23:30
- 火曜日 06:50 - 07:10
- 火曜日 12:10 - 12:30

## 出演者
- 講師：宮嶋万里子
- 肘井美佳
- リッチー

## 放送リスト
1. 2005年4月6日 団結は力なり
2. 2005年4月13日 マイアミで仕事?!
3. 2005年4月20日 旅立ちは7人で
4. 2005年4月27日 これって悪夢?
5. 2005年5月4日 ホテルでの初舞台
6. 2005年5月11日 ついに車をゲット!
7. 2005年5月18日 ポジティブ・シンキングで車は動く
8. 2005年5月25日 副支配人ポール
9. 2005年6月1日 ハリケーン襲来
10. 2005年6月8日 ジョーの恋人は詩人
11. 2005年6月15日 さようならの手紙
12. 2005年6月22日 ハワードがデート?!
13. 2005年6月29日 ワニのクリント、故郷に帰る?
14. 2005年7月6日 ビーチバレーで出会いをキャッチ
15. 2005年7月13日 頑張れ、パラダイス・チーム!
16. 2005年7月20日 エイリアン、駐車場に出現
17. 2005年7月27日 エイリアン、パパと再会
18. 2005年8月3日 売られてしまったS CLUB 7
19. 2005年8月10日 ハナの恋
20. 2005年8月17日 労働局がやってくる
21. 2005年8月24日 歌って踊って無罪放免
22. 2005年8月31日 ポールがひと目惚れ
23. 2005年9月7日 イルカが運んだ恋の結末
24. 2005年9月14日 契約書の小さな文字
25. 2005年9月21日 新たな旅立ち
26. 2005年9月28日 特別編

原語で楽しむマイアミ7“ドラマで楽しむ英会話”特別編
1. 2005年5月8日
2. 2005年6月5日
3. 2005年7月3日
4. 2005年7月31日
5. 2005年9月4日
6. 2005年10月2日